# CPSF3
CPSF3‏ (Cleavage and polyadenylation specific factor 3) هوَ بروتين يُشَفر بواسطة جين CPSF3 في الإنسان.